# 20th Century Fox International
20th Century Fox International is de internationale divisie van 20th Century Fox, verantwoordelijk voor de distributie van films buiten de Verenigde Staten en indirect ook voor de distributie van video's en dvd's voor thuisgebruik.
Het onderdeel dient als een holding voor alle daaronder georganiseerde onderneming die een geografische indeling hebben.